# Efendi
Efendi (în greacă αφέντης AFI: [aˈfendis]; în turcă otomană: افندي Efendi, în arabă أفندي, Afandī; în persană آفندی) este un titlu de noblețe cu sensul de Domn sau Stăpân.
Este un titlu de respect sau de politețe, echivalentul englezescului Sir, care a fost folosit în Imperiul Otoman și Imperiul Bizantin. El este plasat după numele persoanei și este folosit, în general, ca formulă de adresare față de învățați și funcționari guvernamentali cu ranguri înalte, cum ar fi bei sau pași. Acesta poate indica, de asemenea, o funcție precisă ca hekim efendi, medic-șef al sultanului. Forma posesivă efendim (stăpâne) este utilizată de servitori, atunci când răspund la telefon, și poate fi un substitut pentru „mă scuzați” în unele situații (de exemplu, atunci când ceri cuiva să repete ceva).
În perioada otomană, titlul folosit în mod obișnuit în adresarea către o anumită persoană după cel de aga era efendi. Un astfel de titlu indica un „domn educat”, deci implicit un absolvent al unei școli laice de stat (rüșdiye), chiar dacă cel puțin unii, dacă nu chiar cei mai mulți dintre acești efendi, au fost cândva studenți la școlile religioase sau chiar profesori la acele școli.

## Etimologie
Cuvântul otoman افندي efendi, în turca modernă efendi, este un împrumut lingvistic al termenului grec medieval ἀφέντης afendēs, ce provine la rândul său din greaca veche αὐθέντης authentēs, ce înseamnă „maestru” sau „autoritate”. Acest cuvânt a fost utilizat pe scară largă ca un titlu de adresare pentru nobilii bizantini până prin 1465, așa cum arată scrisorile cardinalului Visarion cu privire la copiii lui Toma Paleologul.

## Alte utilizări
- Efendi a fost considerat, de asemenea, un titlu pentru un bărbat cu un standard social sau o educație înaltă în țările orientale (mediteranene or arabe). El era un titlu de origine turcă, similar cu englezescul esquire, și era inferior titlului de bei în Egiptul din perioada dinastiei lui Muhammad Ali.[7][8]
- Efendi este încă utilizat ca un titlu onorific în Egipt, Iordania și Turcia (ca și în alte foste state otomane) și este sursa de origine a cuvântului أفندم؟ afandim?, în turcă efendim, un mod politicos de a spune „Mă scuzați?”,[9] și poate fi folosit în discuțiile telefonice.[necesită citare]
- Forțele coloniale din Africa Orientală Britanică și Africa Orientală Germană au fost constituite dintr-un grup de soldați sudanezi ai Armatei Egiptene, care se aflau nominal sub comanda Imperiului Otoman. Aceste unități au ajuns în Africa de Est împreună cu niște ofițeri care aveau titlul de Efendi și, prin urmare, acesta a continuat să fie utilizat pentru ofițerii din afara Europei ale celor două forțe coloniale. Până în prezent forma swahili afande este un mod de adresare către ofițerii din armatele statelor Kenya, Tanzania și, mai recent, Rwanda, odată cu venirea la putere a RPF.[necesită citare]
  - Efendi (Governor's Commissioned Oficer) era cel mai înalt grad pe care un african negru îl putea obține în unitatea militară britanică King's African Rifles (KAR) până în 1961 (începând de atunci promovarea la gradele de ofițeri superiori a devenit posibilă). El era echivalent cu cel de Viceroy's Commissioned Oficers în Armata Britanică din India. Autoritatea unui Efendi era limitată la alte trupe KAR (Askaris) și el nu putea să comande trupe britanice. Acest rang KAR a intrat în desuetudine în anii 1930 și a fost reintrodus în 1956.[10]
  - Efendi a fost, de asemenea, un grad de ofițer neeuropean în unitățile Schutztruppe din Africa Orientală Germană. Similar cu practica britanică descrisă mai sus, militarii cu gradul Efendi erau promovați prin ordinul unui guvernator, nu de către o comisie a kaiserului, așa cum erau promovați ofițerii albi. Efendi nu aveau nici o autoritate asupra trupelor formate din militari albi. În Schutztruppe acest grad era folosit, împreună cu alte grade de origine otomană precum „Tschausch” (sergent) și „Ombascha” (caporal).[necesită citare]
- În Bosnia și Herțegovina apelativul „Efendija” se referă la clericii musulmani.[necesită citare]
- În Indonezia și Malaezia, „Efendi” poate fi folosit ca prenume.[necesită citare]
- În Pakistan, „Efendi” este numele de familie al unor familii ai căror strămoși au migrat din Turcia sau Afganistan.[necesită citare]
- În Afganistan, unii membri ai fostei familii conducătoare Barakzai din Durranis folosesc, de asemenea, „Efendi” sau „Afandi” ca nume de familie.[necesită citare]
- În China, „Efendi” (阿凡提) se referă adesea la Nastratin Hogea.[necesită citare]
- Pianistul de jazz McCoy Tyner are o piesă intitulată „Efendi”. Ea apare pe albumul său de debut, Inception.[11]